# Pallavolando
Pallavolando è stato un programma radiofonico in onda sulle frequenze di Radio 1, fino al 2013.

## Storia
La trasmissione nasce nella stagione 1979-1980, sulla scia del successo ottenuto da Tuttobasket, e su idea di Massimo De Luca. Nella formula iniziale, dal campo principale Gianfranco Pancani, esperto di pallavolo del Gr1, padre di Francesco, oggi telecronista di ciclismo dopo esserlo stato anche di pallavolo, raccontava la partita più importante della giornata di campionato e forniva gli aggiornamenti dai campi non collegati; a quello dal campo principale, si aggiungevano altri 2 collegamenti. La trasmissione, che aveva il nome di "Il campionato di pallavolo" è stata, come la sua omologa del basket, palestra per molti radiocronisti poi diventati voci di "Tutto il calcio minuto per minuto"; fra questi l'attuale capo-redattore dello sport di Radiorai e prima voce del calcio, Riccardo Cucchi. In seguito, con la nascita dei canali stereo di Radiorai e la divisione fra Radiouno e Radiodue(onde medie) e Raistereouno e Raistereodue (modulazione di frequenza) la trasmissione cambiò formula e nome. Divenne "Musicalmente volley", in onda il sabato pomeriggio sulle onde medie di Radiodue, e proponeva le principali partite della giornata di pallavolo, alternate a brani musicali.
Nicoletta Grifoni sulla scorta dell esperienza agli europei svedesi di volley propose, tra l'incredulità del capo del pool sportivo Gilberto Evangelisti, propose di realizzare questa trasmissione che nei primo numeri fu però condotta da Ettore Frangipane , essendo quest' ultima in maternità. . Nacque così "Pallavolando" dalla stagione 91 92, in onda, dopo lo spostamento delle gare di campionato dal sabato alla domenica pomeriggio, nel pomeriggio domenicale di Radiodue; la formula riprese quella originaria, dal campo principale la voce fu quella di Nicoletta Grifoni. Successivamente, con la suddivisione per aree tematiche delle reti radio e l'assegnazione a Radiouno del ruolo di canale per l'informazione, Pallavolando è passata sulla prima rete radiofonica della Rai, e in seguito alla Grifoni è succeduta, nel ruolo di prima voce della trasmissione e della pallavolo alla radio, Simonetta Martellini, figlia dell'indimenticato Nando.
Nel 2013 la trasmissione chiude i battenti per lasciare spazio ad un nuovo contenitore dal titolo "Palasport", condotto dalla stessa Simonetta Martellini e nel quale vengono raccontate in contemporanea le partite di basket e volley.

## Radiocronisti
- Simonetta Martellini
- Pier Paolo Rivalta
- Roberto Antoniutti
- Augusto Bleggi
- Ugo Russo
- Marco Marchesini
- Manuela Collazzo
- Antonello Brughini
- Umberto Avallone